# Itá, Paraguay
Itá este un oraș din Paraguay, situat în departamentul Central.